# Xã Charlestown, Quận Redwood, Minnesota
Xã Charlestown (tiếng Anh: Charlestown Township) là một xã thuộc quận Redwood, tiểu bang Minnesota, Hoa Kỳ. Năm 2010, dân số của xã này là 208 người.